# Flying (가넷 크로우의 노래)
《flying》은 GARNET CROW의 여섯 번째 싱글이다. 2000년 11월 29일 GIZA studio에서 발매되었다. 3개월 연속 싱글 발매의 세 번째 작품이다.
남코의 플레이스테이션용 게임인 테일즈 오브 이터니아의 테마 송으로 사용되었고, 게임 내에 사용된 곡은 싱글 수록곡과 편곡이 다르다.

## 수록곡
1. flying
2. cried a little
3. flying 〜instrumental〜

## 차트 성적
- 최고순위 25위 (오리콘)